# Údolní jasanovo-olšový luh

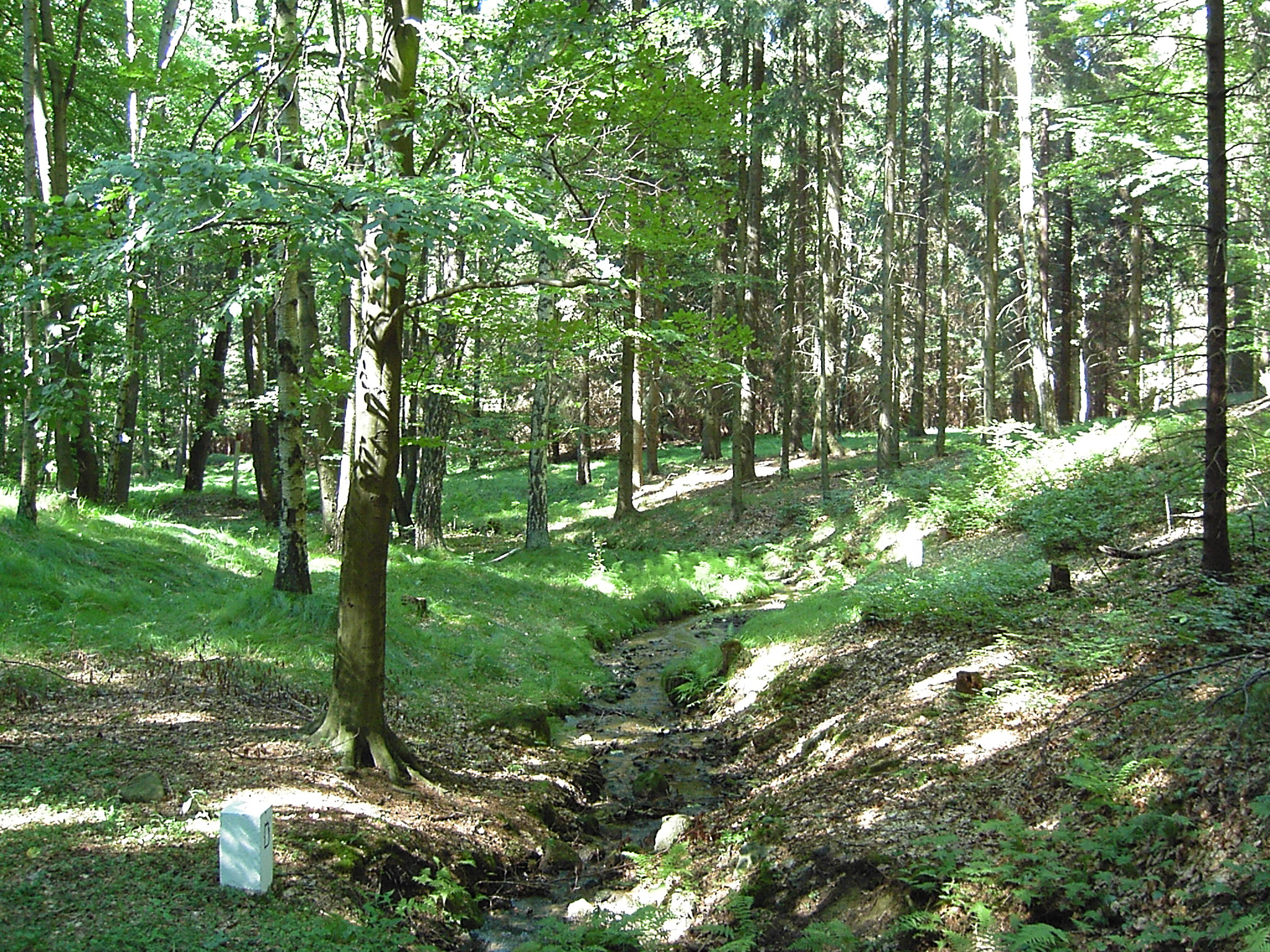
Údolní jasanovo-olšový luh podél Hraničního potoka u Mikulášovic

Údolní jasanovo-olšový luh je lesní biotop vázaný na vodní toky od nížin po hory. Hlavními dřevinami jsou olše lepkavá a jasan ztepilý.

## Klasifikace
- Označení dle systému EUNIS: G1.4/P-44.3 Riverine ash-alder woodland, wet at high but not at low water
- Kód v soustavě Natura 2000: 91E0

Hierarchie
- L lesy
  - L5 Lužní lesy
    - L 2.2, údolní jasanovo-olšové luhy

## Popis
Pro údolní jasanovo-olšové luhy je typická bahnitá půda způsobená vysokou hladinou podzemní vody, která často vystupuje na povrch. Nejčastějším půdním typem jsou gleje. Porosty mají tři až čtyři patra, jejich druhové složení závisí na nadmořské výšce. Nejrozšířenější dřevinou stromového patra je olše lepkavá následovaná jasanem ztepilým. Jako příměsi jsou časté javor mléč a klen, dub letní, lípa malolistá, habr obecný či další. Keřové patro je druhově bohaté, zastoupena je vrba jíva, svída krvavá či brslen evropský. Bylinné patro představují typické vlhkomilné rostliny, velmi časté jsou blatouch bahenní, mokrýš střídavolistý, orsej jarní či sasanka hajní. Mechové patro začasté chybí.

## Výskyt
Údolní jasanovo-olšové luhy jsou typickým biotopem vodních toků. Nachází se od nížin po hory v okolí pramenišť a podél břehů toků v místech s vysokou hladinou podzemní vody. Nevyskytují se podél břehů horských bystřin a v širokých úvalech dolních toků. Zvláště v oblastech s nižší nadmořskou výškou byly výrazně pozměněny zásahy člověka.